# Rohovce
Rohovce es un municipio del distrito de Dunajská Streda en la región de Trnava, Eslovaquia, con una población estimada a final del año 2024 de 1073 habitantes.
Se encuentra ubicado al sur de la región, cerca de los ríos Danubio y Váh, y de la frontera con Hungría y la región de Bratislava.

## Demografía
| Año        | 1994 | 2004    | 2014     | 2024     |
| ---------- | ---- | ------- | -------- | -------- |
| Población  | 1018 | 1074    | 1215     | 1073     |
| Diferencia |      | +5,50 % | +13,12 % | −11,68 % |

| Año        | 2023 | 2024    |
| ---------- | ---- | ------- |
| Población  | 1082 | 1073    |
| Diferencia |      | −0,83 % |